# Descarrilamento de trem na Filadélfia

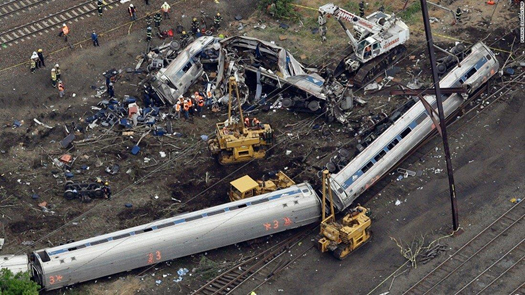
Descarrilamento de trem na Filadélfia

Em 12 de maio de 2015, um trem Amtrak Northeast Regional de Washington, D.C. com destino à cidade de Nova York descarrilou no Corredor Nordeste perto do bairro de Kensington na Filadélfia, Pensilvânia. Dos 238 passageiros e 5 tripulantes a bordo, 8 morreram e mais de 200 ficaram feridos, sendo 11 gravemente feridos. O trem estava viajando a 102 mph (164 km/h) em uma zona de 50 mph (80 km/h) de trilhos curvos quando descarrilou.
Alguns dos passageiros tiveram que ser retirados dos carros destruídos. Muitos dos passageiros e residentes locais ajudaram os socorristas durante a operação de resgate. Cinco hospitais locais trataram os feridos. O descarrilamento interrompeu o serviço ferroviário por vários dias.
O National Transportation Safety Board determinou que o descarrilamento foi causado pelo engenheiro do trem (motorista) se distraindo com outras transmissões de rádio e perdendo a consciência situacional, e disse que teria sido evitado pelo controle positivo do trem, um sistema computadorizado de limitação de velocidade que foi operacional em outro lugar no Corredor Nordeste, mas cuja ativação no local do naufrágio foi adiada devido a exigências regulatórias. A via em questão também não estava equipada com ATC (automatic train control), sistema mais antigo e simples que funcionava há anos na via sentido sul da curva em que ocorreu o descarrilamento, e que também teria limitado a velocidade do trem ao entrar a curva. Logo após o descarrilamento, a Amtrak completou a instalação do ATC na pista norte.
O naufrágio de 2015 foi o mais mortal no Corredor Nordeste desde 1987, quando 16 pessoas morreram em um naufrágio perto de Baltimore.
O maquinista do trem, Brandon Bostian, de 32 anos, foi preso e acusado de uma acusação de causar uma catástrofe, oito acusações de homicídio involuntário e 238 acusações de perigo imprudente. Em 4 de março de 2022, um júri absolveu Bostian de todas as acusações.